# キチンシンターゼ
キチンシンターゼ(Chitin synthase、EC 2.4.1.16)は、以下の化学反応を触媒する酵素である。
UDP-N-アセチル-D-グルコサミン + [1,4-(N-アセチル-β-D-グルコサミニル)]n{\displaystyle \rightleftharpoons }UDP + [1,4-(N-アセチル-β-D-グルコサミニル)]n+1
従って、この酵素の2つの基質はウリジン二リン酸-N-アセチルグルコサミンと[1,4-(N-アセチル-β-D-グルコサミニル)]n、2つの生成物はウリジン二リン酸と[1,4-(N-アセチル-β-D-グルコサミニル)]n+1である。
この酵素は、グリコシルトランスフェラーゼ、特にヘキソシルトランスフェラーゼに分類される。系統名は、UDP-N-アセチル-D-グルコサミン:キチン 4-β-N-アセチルグルコサミニルトランスフェラーゼである。その他よく用いられる名前に、chitin-UDP N-acetylglucosaminyltransferase、chitin-uridine diphosphate acetylglucosaminyltransferase、chitin synthetase、trans-N-acetylglucosaminosylase等がある。この酵素は、アミノ糖の代謝に関与している。

## 生産
キチンシンターゼは、細菌の粗面小胞体で、不活性な酵素前駆体として生産される。酵素前駆体は、その後、ゴルジ体のキトゾームに収められる。キトゾームは、酵素前駆体を菌糸の先端まで運び、キチンシンターゼは細胞膜の内側で活性化する。